# Valettia hystrix
Valettia hystrix is een vlokreeftensoort uit de familie van de Valettiidae. De wetenschappelijke naam van de soort is voor het eerst geldig gepubliceerd in 1989 door Thurston.